# 横尾深林人
横尾 深林人（よこお しんりんじん、明治31年（1898年）3月22日 - 昭和54年（1979年））は、大正から昭和にかけての日本画家。本名は信次郎。

## 経歴

### 出身
明治31年（1898年）3月22日、現在の新潟県上越市西城町に生まれた。

### 修行時代
小坂芝田（しでん）、小室翠雲（こむろ すいうん）らに学んだ。

### 画業
日本南画院展などに出品したのち、大正7年（1918年）文展に初入選した。昭和4年（1929年）の帝展では「徜徉」が特選になった。昭和36年（1961年）の現代日本墨画海外展に出品した。昭和54年（1979年）81歳で死去。

### 画号
別号に南田、翠田がある。

## 参考図書
- 横尾深林人 コトバンク

| スタブアイコン | サブスタブ | この項目は、まだ閲覧者の調べものの参照としては役立たない、人物に関連した書きかけの項目です。この項目を加筆・訂正などしてくださる協力者を求めています（P:人物伝/PJ:人物伝）。 |